# Сан-Якопо-ин-Темпио
Сан-Я́копо ин Те́мпио (итал. Chiesa di San Jacopo al Tempio) — католическая церковь в городе Сан-Джиминьяно.
Церковь построена в романском стиле в XIII веке рядом с больницей святой Фины. Здание облицовано травертином (нижняя часть) и кирпичом, украшено порталом пизанского типа с розеткой из обожённой глины.
Своё название «ин Темпио» церковь получила от не находящего подтверждения предания, что её строителями были рыцари-тамплиеры, возвращавшиеся из Первого крестового похода.
Интерьер церкви украшают фрески XIV века: «Мадонна на троне с Младенцем со святыми Иаковым и Иоанном Крестителем», приписываемая Меммо ди Филиппуччо, «Распятие» и «Снятие с креста» работы неизвестного мастера.